# ISU 피겨스케이팅 그랑프리
ISU 피겨스케이팅 그랑프리는 국제 빙상 연맹(ISU) 주관으로 1995-96년 시즌부터 열리고 있는 국제 피겨스케이팅 대회이다. 미국, 캐나다, 중화인민공화국, 프랑스, 러시아, 일본에서 열리는 6가지 그랑프리 대회와 6개 대회에서 상위 성적을 거둔 선수들이 참가하는 그랑프리 파이널로 구성되어 있다.
그랑프리에 속한 6개 대회는 다음과 같다.
- 스케이트 아메리카
- 스케이트 캐나다
- 컵 오브 차이나
- 그랑프리 드 프랑스
- 로스텔레콤컵
- NHK 트로피